# شونفلد
شونفلد (به آلمانی: Schönefeld) یک شهر در آلمان است که در دامه-اشپریوالد واقع شده‌است.

## خصوصیات
شونفلد ۱۳٬۰۶۰ نفر جمعیت دارد.